# Бор (місто)
Бор (рос. Бор) — місто обласного підпорядкування в Росії, центр Борського району Нижньогородської області.
Населення 81,0 тис. осіб (2007).
Місто розташоване на лівому березі Волги, навпроти Нижнього Новгорода, з яким сполучений автомобільним мостом (з 1965 року). Залізнична станція Мохові Гори.

## Історія
Місто відоме з XIV століття. Статус міста з 1938 року.

## Економіка
Судноремонт, виробництво корабельного і портового обладнання, скляний, силікатний, металопрокатний, ремонтно-механічний, авторемонтний заводи, заводи торговельного обладнання і торговельного машинобудування. Меблева, повстяна, шевська, вишивальна фабрики. Значна частина підприємств Бора пов'язана із заводами обласного центру.

## Освіта та культура
Вечірній індустріальний технікум, культурно-просвітницьке училище. Будинок відпочинку.